# Octopus (yate)
El Octopus es actualmente el octavo yate de lujo más grande del mundo, propiedad de Paul Allen, a quien le fue entregado en 2003. Octopus era, hasta el 2009, el mayor superyate que no es propiedad de un jefe de Estado, mide 126 m (414 pies). El octopus equipa dos helicópteros en la cubierta superior (uno en frente y otro atrás), y una lancha proveedora de 19 m (63-pies) en el espejo. El barco también cuenta con una piscina a bordo, situada en una de sus cubiertas superiores, dos submarinos, uno operado por control remoto para estudiar el fondo del océano.
El exterior fue diseñado por Espen Øino Naval Architects y construido por el constructor alemán  Blohm + Voss  y HDW en Kiel. El casco está hecho de acero, el interior fue diseñado por Jonathan Quinn Barnett, de Seattle.
Allen también posee el Tatoosh, el yate número 26 más grande del mundo. Ambos megayates han fondeado en Málaga en varias ocasiones, considerándola un puerto base y en él efectúan reparaciones para sus viajes por el Mediterráneo.

## Historia
En marzo de 2015 Paul Allen y su equipo de investigadores a bordo del Octopus, afirmó haber localizado la proa de un poderoso acorazado japonés de la Segunda Guerra Mundial, el Musashi, en el mar de Sibuyan, en el centro del archipiélago filipino, la nave se ubica a una profundidad de un kilómetro. En un comunicado en su página web Allen, afirmó que el descubrimiento se produce tras una búsqueda de ocho años, apoyada a nivel documental por cuatro países y usando tecnología avanzada para sondear el lecho marino.